# Recherche Film und Fernsehen
Recherche Film und Fernsehen war eine Zeitschrift der Deutschen Kinemathek – Museum für Film und Fernsehen. Sie erschien seit April 2007 zweimal jährlich im Berliner Bertz + Fischer Verlag. Ende 2010 wurde sie eingestellt.

## Geschichte
Die RFF war Nachfolgerin der von 1991 bis 2005 erschienenen Zeitschrift FilmGeschichte. Analog zur Erweiterung des Filmmuseums Berlin zum Museum für Film und Fernsehen wurde auch der Themenkreis des neuen Periodikums vergrößert. Die RFF widmete sich mediengeschichtlichen Themen und aktuellen Ereignissen, Produktionen und Tendenzen. Jedes Heft hatte einen thematischen Schwerpunkt: „Nachspiel DDR“ (Heft 1/2007), „Medien: Kompetenz – Konsum – Vermittlung“ (Heft 2/2007), „Das Jahr 1968“ (Heft 3/2008), „Olympische Variationen“ (Heft 4/2008), „Filmarchive und Digitalisierung“ (Heft 5/2009), „Film-Medizin“ (Heft 6/2009), „Vom Ausstellen“ (Heft 7+8/2010). Daneben gab es eine Reihe fester Rubriken und einen Rezensionsteil für Bücher und DVDs. Ein Heft umfasste etwa 70 Seiten.
Herausgeber war Rainer Rother, der künstlerische Direktor der Kinemathek.